# 維也納歷史

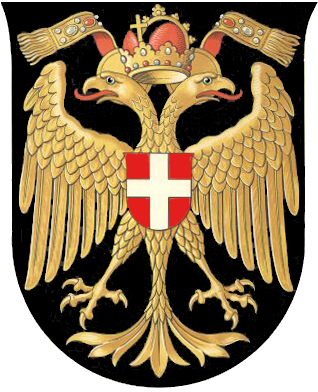
雙頭鷹標誌

維也納歷史可以追溯至新石器時代，後來羅馬帝國在這裡建立軍營（位於現在的內城區），用來防衛北邊的日耳曼部落。後來維也納在11世紀成為重要的貿易據點，並在13世紀成為巴本堡王朝的首都。維也納在哈布斯堡王朝統治時作為首都和統治中心，19世紀時成為奧地利帝國／奧匈帝國的首都，並逐漸成為歐洲最大的城市之一。

## 羅馬時代及中古時代
约公元前800年，凯尔特人在现在维也纳的位置上建立起一座名为“Vedunia”的居住区，公元1世纪罗马帝国在多瑙河附近（现在维也纳的市中心）驻扎军队并建立城市，以守护潘诺尼亚行省的边界。罗马人一直待到了5世纪，5世纪初维也纳曾发生了一场毁灭性的火灾，接下来的记载出现在881年同马扎尔人的战斗。955年，东法兰克王国国王奥托一世在勒赫菲尔德战役中击败了马扎尔人，标志着维也纳和奥地利的崛起。

## 巴本堡王朝時代

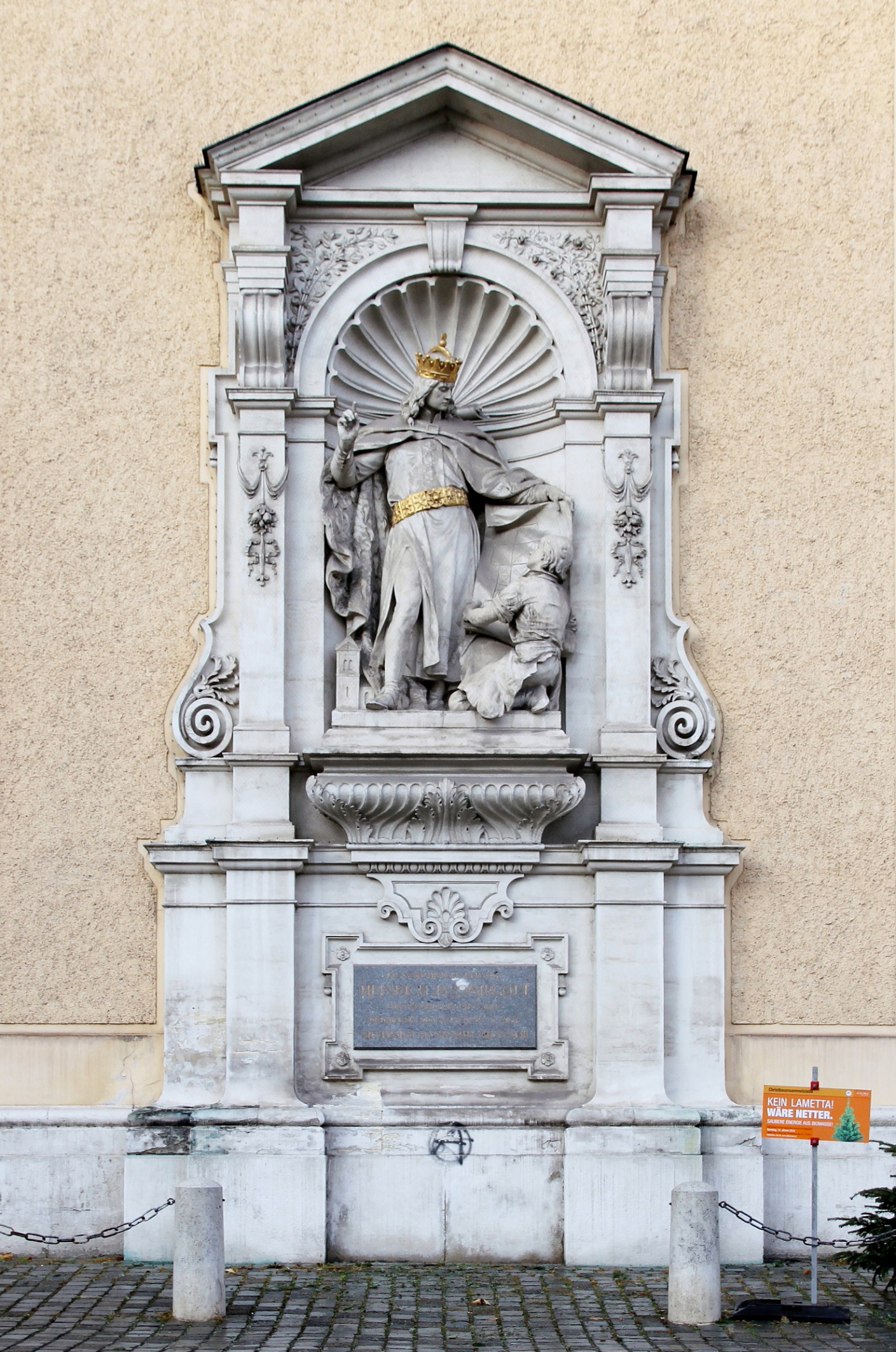
亨利二世公爵在1155年將維也納定為首都

976年，巴本堡家族的利奥波德一世被神圣罗马帝国皇帝奥托二世封为巴伐利亚东部马克的藩侯，这块与匈牙利边境上的封地后来演变为奥地利。996年史书上第一次出现“奥地利”这个名称，Ostarrichi意为“东部马克”。11世纪维也纳已经是一座重要的贸易城市，1155年亨利二世将维也纳作为首都，一年后的1156年9月17日神圣罗马帝国皇帝腓特烈一世授予亨利二世以小特权，将奥地利从一个附属于巴伐利亚公国的藩侯领地提升到独立的公国，而维也纳成为公国的首都。维也纳在1221年继恩斯之后成为奥地利第二座享有发展经济权利的城市，途径维也纳的商人必须将他们的货品在城市内提供销售，这使得维也纳很快成为多瑙河之路的通往威尼斯道路上一座至关重要的贸易城市。

## 哈布斯堡王朝時代

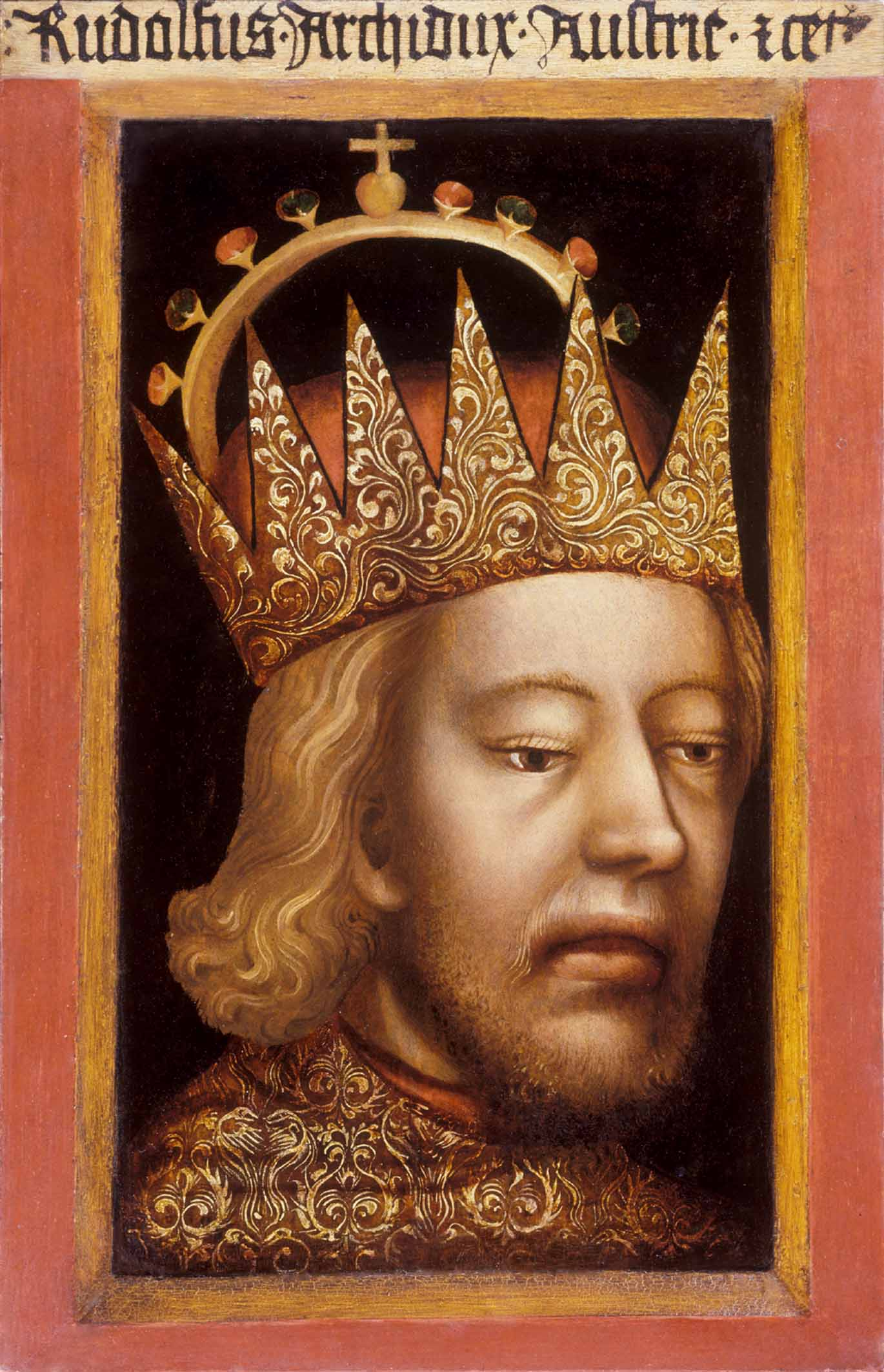
奥地利公爵鲁道夫四世

哈布斯堡王朝在维也纳有几百年的统治历史，维也纳在这一时期发展成为欧洲的文化和政治中心。
1278年哈布斯堡家族的罗马人民的国王鲁道夫一世（1273年至1291年在位）在多次征讨后战胜了普热米斯尔王朝的波希米亚国王奥托卡二世，开始了哈布斯堡王朝统治奥地利的历史。但在维也纳，哈布斯堡王朝花费了相当长的时间建立统治地位，奥托卡二世在1278年的战斗中阵亡后，他在维也纳的支持者势力依旧强大，发动了多场反对罗马人民的国王阿尔布雷希特一世（1298年至1308年在位）的暴乱，而接替阿尔布雷希特一世的卢森堡王朝亨利七世（1308年至1313年在位，1312年至1313年神圣罗马帝国皇帝）将首都定在布拉格，维也纳的城市发展进入了阴影。
此后鲁道夫四世（1358年至1365年奥地利公爵）颁布实施一系列经济政策，使得维也纳恢复了生机，他在1365年建立了维也纳大学，并下令建造维也纳的斯蒂芬大教堂，他为维也纳赢得了很大的成就，也因此被誉为“维也纳的建造者”，但是此后他参与了对哈布斯堡继承权的争夺，这使得维也纳不断发生骚乱，经济呈现衰退。
1438年奥地利公爵阿尔布雷希特二世（1404年至1439年奥地利公爵，1438年至1439年罗马人民国王）被选为国王后，维也纳再次成为首都，但是他在任期间发生了1421年至1422年对维也纳犹太人的第一次大规模驱逐和迫害。
软弱的腓特烈三世（1440年至1493年罗马人民的国王，1452年至1493年神圣罗马帝国皇帝，1457年至1493年奥地利大公）在与匈牙利国王匈雅提·马加什的战争中，失去了包括维也纳的几乎全部奥地利领地。1556年匈牙利和波希米亚并入哈布斯堡家族领地后，维也纳最终成为神圣罗马帝国的首都。

## 奧地利帝國及奧匈帝國
在法国大革命战争中，维也纳先后两次被拿破仑的军队占领。
第一次发生在1805年11月13日，法国军队未受到抵抗，不费吹灰之力地进入了维也纳，维也纳的市民们甚至好奇地欢迎了他们。弗朗茨二世在此前的1804年戴上奥地利皇冠，以回应拿破仑的称帝，成为奥地利的第一位皇帝，开始了奥地利帝国的历史。而拿破仑在1806年解散了神圣罗马帝国，弗朗茨二世不得不摘下神圣罗马帝国的皇冠，成为神圣罗马帝国的末代皇帝（1792年至1806年在位）。
1809年拿破仑第二次占领维也纳，但是这次他遭到了顽强的抵抗，攻占维也纳后不久便在阿斯佩恩战役中尝到首次大败的滋味。拿破仑最终战败后，1814年9月18日至1815年6月9日维也纳会议召开，这是一次由奥地利外交家克莱门斯·梅特涅发起的欧洲列强的外交会议，旨在为拿破仑战败后重新调整欧洲政治地图。
1848年法国二月革命也对维也纳产生了影响，3月13日首先爆发了德国三月革命，迫使总理克莱门斯·梅特涅下台，然后又在10月6日发生维也纳十月起义，最终被皇帝的军队镇压。

## 第一次世界大戰
第一次世界大战虽然没有直接波及到维也纳，但是旷日持久的战争引起了粮食和衣物的供应危机。第一次世界大战的结束，宣告了哈布斯堡王朝6个世纪统治的终结和奥匈帝国的解体，1918年11月12日在维也纳议会前德意志奥地利共和国成立，1919年改名为奥地利共和国，即奥地利第一共和国。
奥地利几乎一半的人口居住在维也纳所在的下奥地利州，其他6个联邦州担心被下奥地利州长久掌握主导权，此外在社会民主主义的维也纳和保守主义的下奥地利州其他地区之间存在严重的政治对立，1921年奥地利决定将维也纳从下奥地利州分立出来，维也纳在1922年成为奥地利的一个联邦州。与此同时，1919年维也纳引入男女平等选举，从此社会民主主义在城市参议院、州议会和地方议会的选举中始终获得绝对多数，维也纳因此被称为“红色维也纳”。
奥地利第一共和国时期，维也纳经历了1918年至1925年的通货膨胀、1929的世界经济危机和高失业率。此外，保守主义的奥地利联邦政府逐年削减奥地利的税收支持。
1933年希特勒上台，1938年作为德国帝国总理的希特勒进军并吞并奥地利，结束奥匈帝国的历史，建立了纳粹的独裁统治。

## 納粹德國
1908年19岁的希特勒曾两次报考维也纳艺术学院，均未被录取，只能在维也纳靠做零活和出售临摹画糊口，他在维也纳受到了泛日耳曼民族党的影响。希特勒后来声称，“维也纳过去是、现在仍然是我一生中最艰苦的学校。在那里形成的世界观和人生哲学，日后成了我一切行动的巩固基础。除了我当时打下的基础以外，后来很少再需要学习什么东西，也不需要改变什么东西”，而这种世界观和人生哲学就是“人类之所以为万物之灵，并非基于人道的原则，而是仅凭最野蛮的斗争……假使你不奋斗，则你也就无法生存”。
希特勒对犹太人的种族灭绝政策，使得早已在维也纳埋下几百年的反犹太主义在20世纪死灰复燃，德国进军奥地利后不久，雅利安人种的维也纳人开始不由自主地威胁、折磨和抢劫犹太人种的维也纳人，将他们从家里赶出去。1938年11月9日至10日凌晨被称为“水晶之夜”，开始了纳粹对犹太人有组织的屠杀，维也纳共有92所犹太会堂遭到摧毁，仅有一处幸免于难。
纳粹一方面将现代艺术定义为“堕落的艺术”（德语：Entartete Kunst），另一方面大力宣传维也纳的“德意志文化”，比如在1941年隆重庆祝莫扎特逝世150周年，他于1791年在维也纳去世。“奥地利”的名字从历史文献中消失，只有1819年在维也纳成立的奥地利第一储蓄银行仍在当时保留着这个名字。
1944年3月17日盟军第一次空袭维也纳，整个城市的五分之一被毁。1945年4月2日维也纳被宣布成为纳粹的防守区，女人和孩子被要求离开这座城市，这意味着战争到了白热化的阶段，苏联军队距离维也纳仅剩下数公里。维也纳战役持续了八天，4万人丧生。维也纳的斯蒂芬大教堂在空袭和战争中未受损坏，但却在一次洗劫中陷入火海。